# Wellington City Libraries

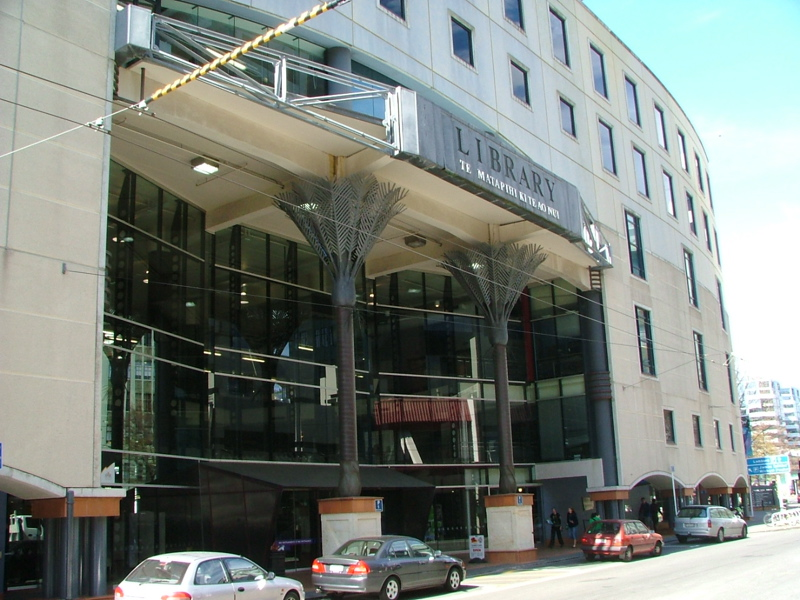
Wellington Central Library

Wellington City Libraries – związek bibliotek w Wellington obejmujący 12 bibliotek, w tym Wellington Central Library (Biblioteka Centralna, największa).

## Zasoby
W bibliotekach związanych w Wellington City Libraries znajduje się:
- ponad 600 000 książek,
- 450 000 czasopism,
- 85 000 dokumentów audiowizualnych.